# Reservatório natural
Diz-se ser reservátorio natural de uma doença aos hospedeiros em que a doença está presente sobre a forma estacionária, ou seja, sem se desenvolver no interior da célula